# 乔斯琳·利斯
乔斯琳·利斯（英語：Jocelyn Lees，1965年11月19日—），新西兰女子射击运动员。她曾代表新西兰参加1994年、1998年和2002年英联邦运动会射击比赛，获得三枚银牌和二枚铜牌。